# Passo Ca' del Diavolo
Il passo Ca' del Diavolo (627 m s.l.m.) è un valico dell'Appennino Ligure, situato in provincia di Piacenza, al confine tra i comuni di Pianello Val Tidone e Alta Val Tidone, che mette in comunicazione la val Tidone con la val Tidoncello.
Il valico si trova lungo la pendice orientale del monte Aldone, vetta alta 809 m s.l.m. posta sullo spartiacque tra la val Tidoncello e la val Chiarone, in una zona caratterizzata da terreni marnoso-calcarei.
Il versante da Pianello Val Tidone sale verso il valico rimanendo nei pressi dello spartiacque tra la val Tidone e la val Chiarone, che viene superato più volte durante l'ascesa; nel primo segmento di salita sono presenti sei tornanti. A circa 5 km da Pianello Val Tidone si dirama una strada che permette l'accesso alla Rocca d'Olgisio, castello risalente all'anno Mille e cinto da sei ordini di mura.
Il versante da Pecorara, vede l'attraversamento del centro abitato per, poi, risalire il versante meridionale del monte Aldone con un percorso che include due tornanti.